# Microdon fulvicornis
Microdon fulvicornis är en tvåvingeart som beskrevs av Walker 1858. Microdon fulvicornis ingår i släktet myrblomflugor, och familjen blomflugor. Inga underarter finns listade i Catalogue of Life.